# INXS (альбом)
INXS — дебютный студийный альбом австралийской группы INXS, был выпущен в Австралии в 1980 году, а в других странах — только в 1984.

## Об альбоме
Диск был записан группой в перерывах между выступлениями в пабах Сиднея, которых ежедневно было по два или даже три. По мнению рецензента «Афиша Daily», группа «старательно подсматривала, подслушивала, исследовала и использовала ухватки и приёмы других — от гремевших тогда ска-мастеров Madness до не менее актуальных умельцев с синтезаторами типа Ultravox».
Альбом получил статус «золотого», но для этого ему понадобилось несколько лет, чтобы достичь такого уровня сертификации.

## Видео
1. «Just Keep Walking» (существует 2 видеоклипа на эту песню)

## Список композиций
1. «On a Bus» — 3:49
2. «Doctor» — 2:37
3. «Just Keep Walking» — 2:43
4. «Learn to Smile» — 4:55
5. «Jumping» — 3:21
6. «In Vain» — 4:26
7. «Roller Skating» — 2:47
8. «Body Language» — 2:05
9. «Newsreel Babies» — 2:41
10. «Wishy Washy» — 3:51

## Синглы
1. «Just Keep Walking»/«Scratch» (Сентябрь 1980) (AUS #38)

## Участники записи
- Гарри Гэри Бирс — бас-гитара
- Эндрю Фаррисс — клавишные, гитара
- Джон Фаррисс — ударные, бэк-вокал
- Тим Фаррисс — соло-гитара
- Майкл Хатченс — ведущий вокал
- Кирк Пенгилли — гитара, саксофон, бэк-вокал